# گورنو پراهووو
گورنو پراهووو (به بلغاری: Gorno Prahovo) یک منطقهٔ مسکونی در بلغارستان است که در شهرستان آردینو واقع شده‌است.
 گورنو پراهووو ۸٫۱۹۱ کیلومتر مربع مساحت و ۵۶۱ نفر جمعیت دارد.